# Gnathagnus egregius
Gnathagnus egregius és una espècie de peix pertanyent a la família dels uranoscòpids.

## Descripció
- Pot arribar a fer 33 cm de llargària màxima.[6][7]

## Hàbitat
És un peix marí i demersal que viu entre 180 i 440 m de fondària.

## Distribució geogràfica
Es troba a l'Atlàntic occidental: des de Geòrgia fins als cais de Florida (els Estats Units) i des del golf de Mèxic fins al sud de Texas.

## Observacions
És inofensiu per als humans.